# Dodona formosana
Dodona formosana är en fjärilsart som beskrevs av Matsumura 1919. Dodona formosana ingår i släktet Dodona och familjen Riodinidae. Inga underarter finns listade i Catalogue of Life.